# Siegenhofen (Deining)
Siegenhofen ist ein Gemeindeteil der Gemeinde Deining im Landkreis Neumarkt in der Oberpfalz.

## Geografie
Das Kirchdorf Siegenhofen liegt südöstlich der Kreisstadt Neumarkt in der Oberpfalz an der Straße zur A 3 und Richtung Velburg.

## Ortsname
Der Name des Ortes soll auf einen Hofbesitzer namens Sigo zurückgehen. Überliefert sind die Schreibweisen Sygenhoven, Sugenhouen, und Sigenhofen; die Endung -hofen deutet auf eine Entstehung im 7. bis 9. Jahrhundert n. Chr. hin. Nicht jede Erwähnung des Namens Siegenhofen in alten Dokumenten bezieht sich aber auf diesen Ort. In der Regel ist bei diesen Erwähnungen Siegenhofen an der Naab bei Schwandorf gemeint. Ab 1326 wurde zwischen Siegenhofen an der Naab und Vils-Siegenhofen bzw. Siegenhofen im Bezirk Amberg unterschieden.

## Geschichte
Das Kloster Kastl erhielt im Jahr 1367 vier Höfe in Siegenhofen als Lehen. 1480 gab es eine eigenständige Pfarrei (St. Pankratius) in Siegenhofen. Im Zuge des Landshuter Erbfolgekrieges wurde Siegenhofen 1505 geplündert. 1634 wurden mehrere Gebäude durch die Schweden abgebrannt. Für 1671 sind 124 Einwohner bezeugt, die aus 21 Familien stammten und in 19 Häusern lebten.
Siegenhofen gehörte früher zur Gemeinde Unterbuchfeld. Ab 1790 wurden die Kinder aus Siegenhofen und Umgebung separat unterrichtet, nachdem sie vorher die Schule von Deining besucht hatten. Ein neues Schul- und Mesnerhaus für Siegenhofen, Oberbuchfeld, Arzthofen und Tannbügl wurde 1840 eingeweiht. Das Schulhaus war bald wieder zu klein; nachdem schon 1862 87 Kinder sich ein Schulzimmer teilen musste, plante man eine Erweiterung. 1889 wurde das Haus verlängert und renoviert. 1969 wurde die Siegenhofener Schule zugunsten des Schulverbandes Deining aufgelöst.

### Einwohnerentwicklung
1871 bis einschließlich 1987 ohne Siegenhofermühle, da diese in diesem Zeitraum als gesonderter Gemeindeteil ausgewiesen wurde.
- 1830: 112 (18 Höfe)[3]
- 1871: 093 (37 Gebäude) (Großviehbestand: 5 Pferde, 115 Stück Rindvieh)[4]
- 1900: 120 (18 Wohngebäude)[5]
- 1925: 144 (24 Wohngebäude)[6]
- 1950: 117 (21 Wohngebäude)[7]
- 1961: 117 (23 Wohngebäude)[8]
- 1987: 170 (46 Wohngebäude, 50 Wohnungen)[9]

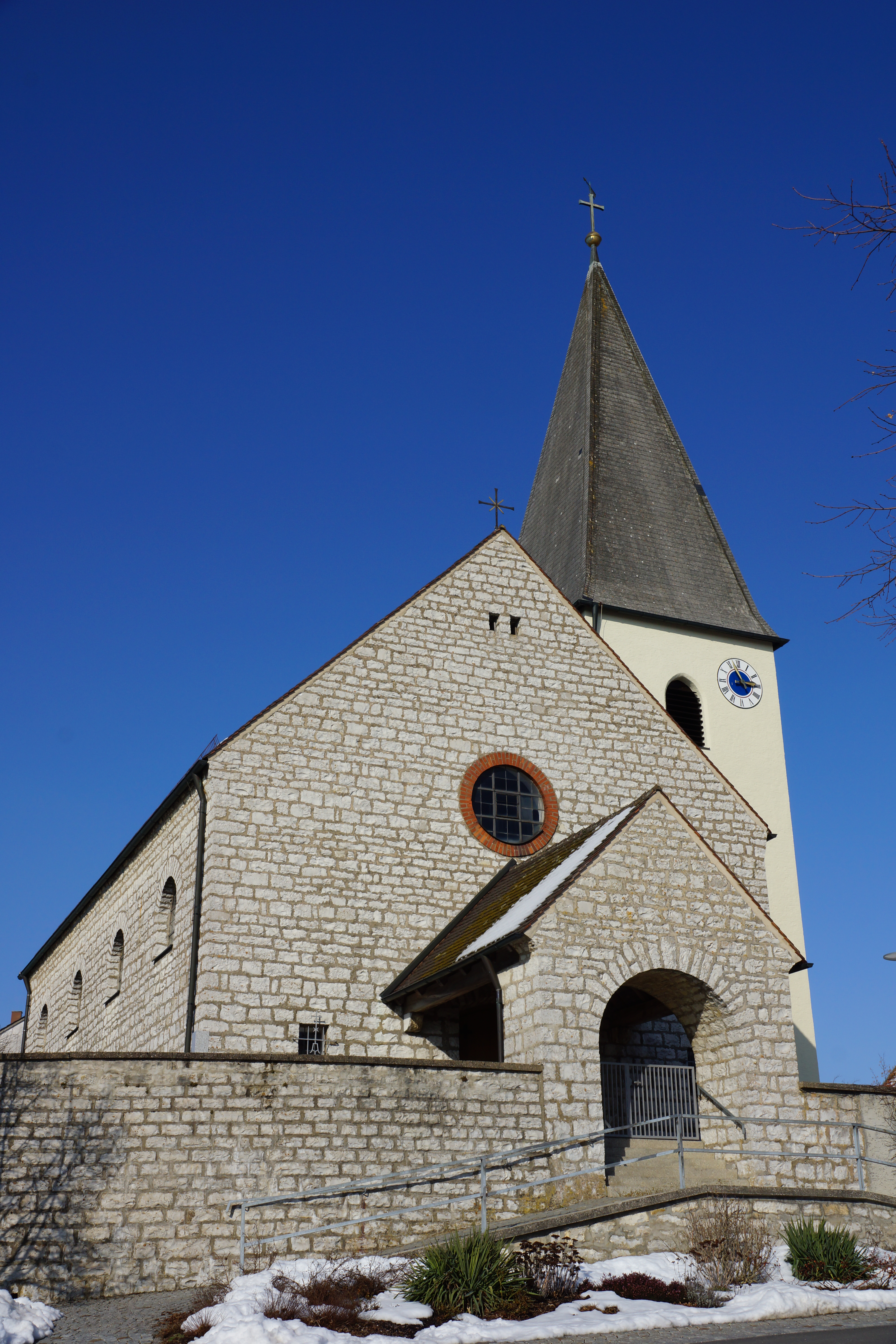
Kirche St. Pankratius

- 2011: 221
- 2017: 225[10]

## Kirche St. Pankratius
Für 1559 sind als Inventar der Kirche ein vergoldeter Silberbecher, sechs Zinnleuchter, eine Messingmonstranz und fünf Messgewänder verzeichnet. Nach Plünderungen war die Kirche 1627 in baufälligem Zustand; die Sakristei war zerstört und das Inventar geraubt. Im Jahr 1780 wurde sie neu erbaut. Die Wiedereinweihung wurde am 3. Oktober 1781 durch Weihbischof Felix von Stubenberg aus Eichstätt vollzogen. 1863 bestand jedoch offenbar keine Pfarrei mehr in Siegenhofen und eine Wiedereinrichtung wurde abgelehnt. 1935 wurde die Pfarrkirche St. Pankratius abgerissen und durch einen Neubau ersetzt. Dieser wurde 1936 von Bischof Michael Rackl konsekriert. 1953 erhielt sie einen neuen Seitenaltar, 1966 ein neues Dach und 1969 erfolgte eine Innenrestaurierung.
Die Kirche hat ein dreistimmiges Geläute (as' – b' – des"). Zwei der Glocken wurden 1958 von Friedrich Wilhelm Schilling gegossen. Die b'-Glocke dürfte aus der Barockzeit stammen und von Kleeblatt in Amberg gegossen worden sein.

## Bekannte Personen
Der Chorherr Jakob Siegenhofer war nach Siegenhofen bei Deining benannt. Er lebte von 1520 bis 1524 in Neumarkt und war von 1533 bis 1537 Kurfürstlicher Hofpfarrer von Heidelberg sowie Pfarrer von Lengenfeld und Stadt Kemnath.
Der Geistliche Rat und Dekan, H. H. Franz-Xaver Obeltshauser, der historische Forschungen betrieb und Ehrenbürger von Spalt war, wurde in Siegenhofen geboren.